# الحركة الوطنية للذات الثلاثية

الحركة الوطنية للذات الثلاثية (بالصينية: 三自爱国运动; البينيين: Sānzì Àiguó Yùndòng) هي الهيئة الإشرافية الحكومية الرسمية للبروتستانتية في جمهورية الصين الشعبية. وهي معروفة بشكل عام باسم كنيسة الذات الثلاثية (بالصينية: 三自教会; البينيين: Sānzì Jiàohuì).
اللجنة الوطنية للذات الثلاثية للكنائس البروتستانتية في الصين (بالصينية: 中国基督教三自爱国运动委员会; البينيين: Zhōngguó Jīdūjiào Sānzì Àiguó Yùndòng Wěiyuánhuì) والمجلس المسيحي الصيني يشكلان معًا الكنيسة البروتستانتية المعتمدة من قبل الدولة في البر الرئيسي للصين. ويشرف عليها إدارة عمل الجبهة المتحدة التابعة للجنة المركزية للحزب الشيوعي الصيني بعد استيعاب إدارة الدولة للشؤون الدينية في إدارة عمل الجبهة المتحدة في عام 2018. 